# Represa Grand Coulee
A Represa Grand Coulee é uma represa localizada no Rio Columbia, no estado americano de Washington. É uma das represas mais famosas do mundo. 
Sua construção foi iniciada em 1933, e a represa foi inaugurada em 1941. Quando foi inaugurada, a Grand Coulee possuía a maior capacidade de geração de eletricidade do mundo, capaz de produzir cerca de 21,000 GWh por ano. 
É atualmente a sexta usina hidrelétrica mais potente do mundo. 
A represa possui cerca de 1,6 quilômetros de comprimento, e o dobro da altura das Cataratas do Niágara. 
É a maior hidrelétrica dos Estados Unidos e é estatal.